# Argyranthemum foeniculaceum
Argyranthemum foeniculaceum es una especie de planta herbácea perteneciente a la familia de las asteráceas, originaria de las Islas Canarias.

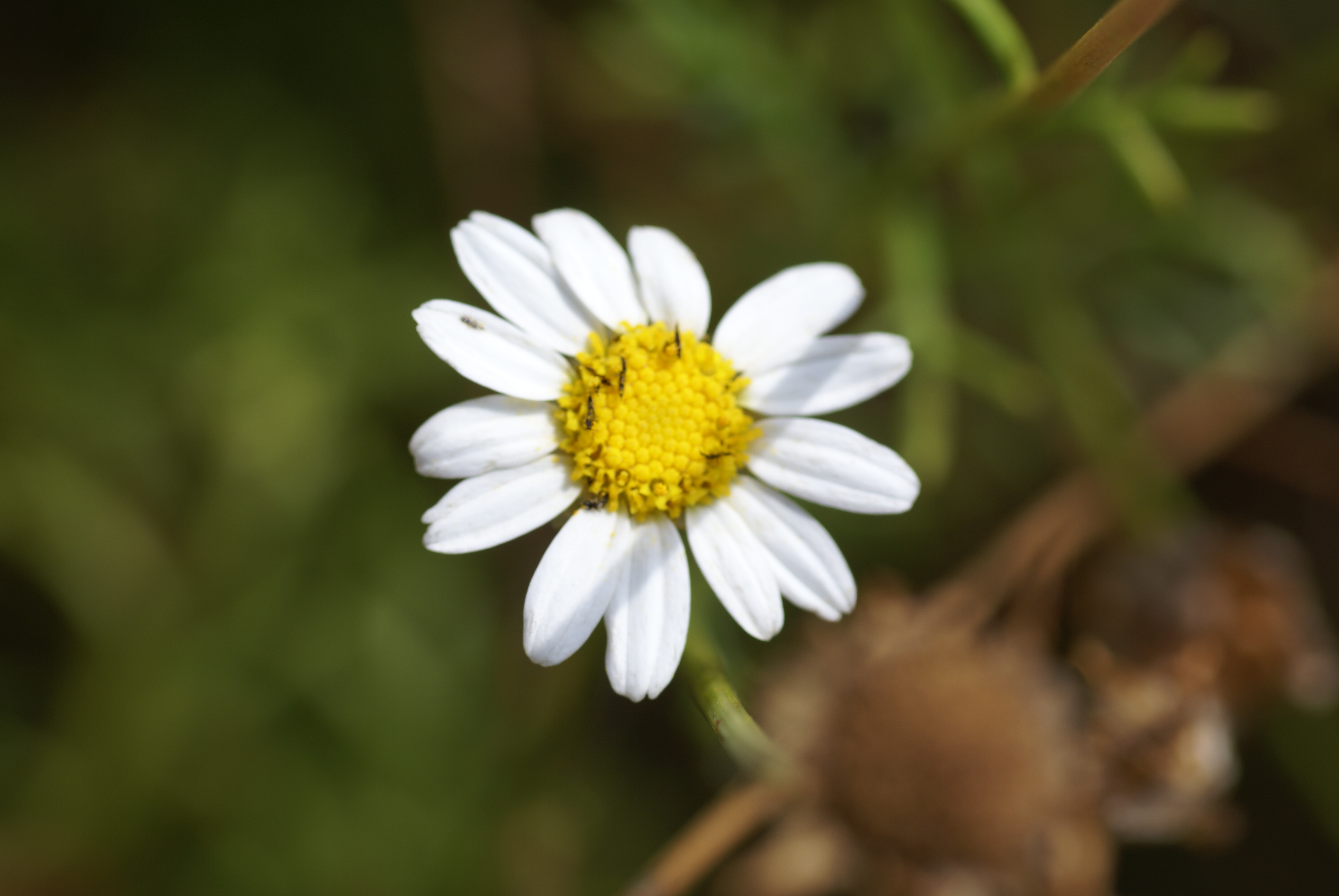
Detalle de la flor

## Descripción
Argyranthemum foeniculaceum es un endemismo de la isla de Tenerife.  Se diferencia dentro del género por sus hojas bi o tripinnatisectas, aglomeradas y glaucas, y tallos robustos. Las inflorescencias están formadas por un único capítulo y los frutos poseen un vilano coroniforme.

## Taxonomía
Argyranthemum foeniculaceum fue descrita por  (Willd.) Webb ex Sch.Bip. y publicado en Histoire Naturelle des Îles Canaries 3(2,2): 262, t. 93. 1844.
Etimología
Argyranthemum procede del griego argyros, que significa plateado y anthemom, que significa planta de flor, aludiendo a sus flores radiantes pálidas.
foeniculaceum: epíteto que alude a la semejanza foliar con las plantas del género Foeniculum.
Citología
Número de cromosomas de Argyranthemum foeniculaceum (Fam. Asteraceae) y táxones infraespecíficos = 
Chrysanthemum foeniculaceum:  
2n=18.
Sinonimia
- Chrysanthemum anethifolium
- Chrysanthemum foeniculaceum
- Pyrethrum anethifolium
- Pyrethrum foeniculaceum[4]
- Argyranthemum crithmifolium (Willd.) Bolle
- Chrysanthemum crithmifolium Brouss. ex Willd. (1809)[5]